# ヤマハ・ベルーガ

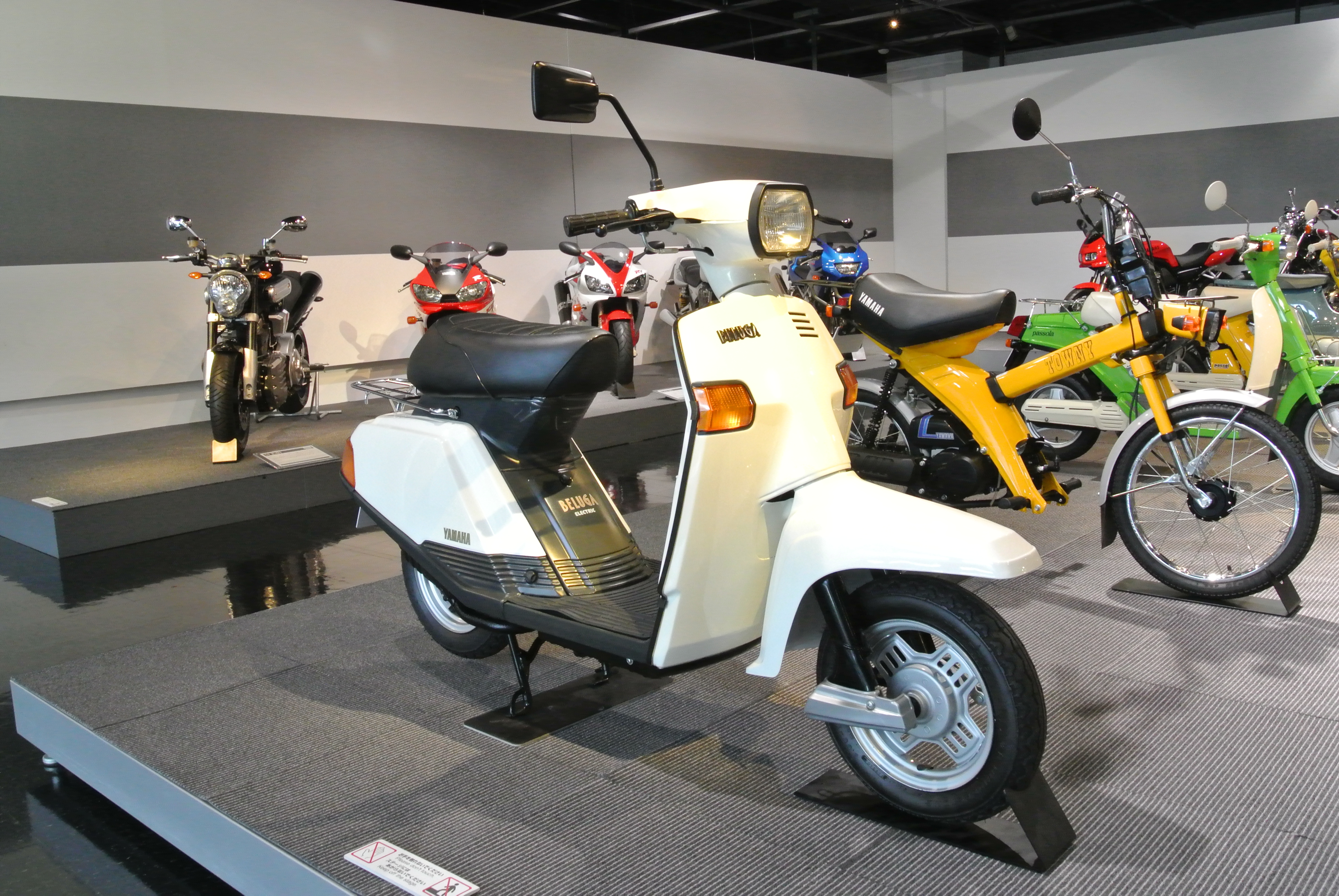
ベルーガ50

ベルーガ (Beluga) は、ヤマハ発動機が販売していたスクーター（オートバイ）である。1981年2月発売、現在は既に生産を終了している。

## 概要
CMキャラクターは渡辺貞夫。ヤマハの本格スクーター第1弾、男性がゆったり乗れる大型の車体で、ヤマハの最上級スクーターという位置付けであった。
トランスミッションはVベルト式無段変速機で、全車にセルスターターを採用。エンジンは2ストローク単気筒で49㏄、3.8psのベルーガ50（CV50E）と79㏄、5.0psのベルーガ80（CV80E）がラインナップされた。
1982年3月にはデラックス仕様のベルーガD（CV50ED/CV80ED）が追加された。